# Rábano de Aliste
Rábano de Aliste ist ein nordspanischer Ort und Hauptort einer 314 Einwohner (Stand: 2024) zählenden Gemeinde (municipio) in der Provinz Zamora in der Autonomen Gemeinschaft Kastilien-León. Zur Gemeinde gehören neben dem gleichnamigen Hauptort Rábano de Aliste auch die Ortschaften San Mamed, Sejas de Aliste und Tola.

## Lage und Klima
Rábano de Aliste liegt im Westen der Provinz Zamora in einer Höhe von ca. 800 m an der Grenze zu Portugal. Die Provinzhauptstadt Zamora ist etwa 75 Kilometer (Fahrtstrecke) in südöstlicher Richtung entfernt. Die winterlichen Temperaturen sind durchaus kühl, im Sommer dagegen ist es warm bis heiß; Regen  fällt mit Ausnahme der Sommermonate übers ganze Jahr verteilt.

## Bevölkerungsentwicklung
| Jahr      | 1970 | 1981 | 1991 | 2001 | 2011 | 2021 |
| Einwohner | 1059 | 887  | 565  | 480  | 480  | 343  |

Der deutliche Bevölkerungsrückgang seit den 1950er Jahren ist im Wesentlichen auf die Mechanisierung der Landwirtschaft, die Aufgabe bäuerlicher Kleinbetriebe und den daraus resultierenden Arbeitsplatzmangel auf dem Land zurückzuführen (Landflucht).